# Bạch Hành Giản

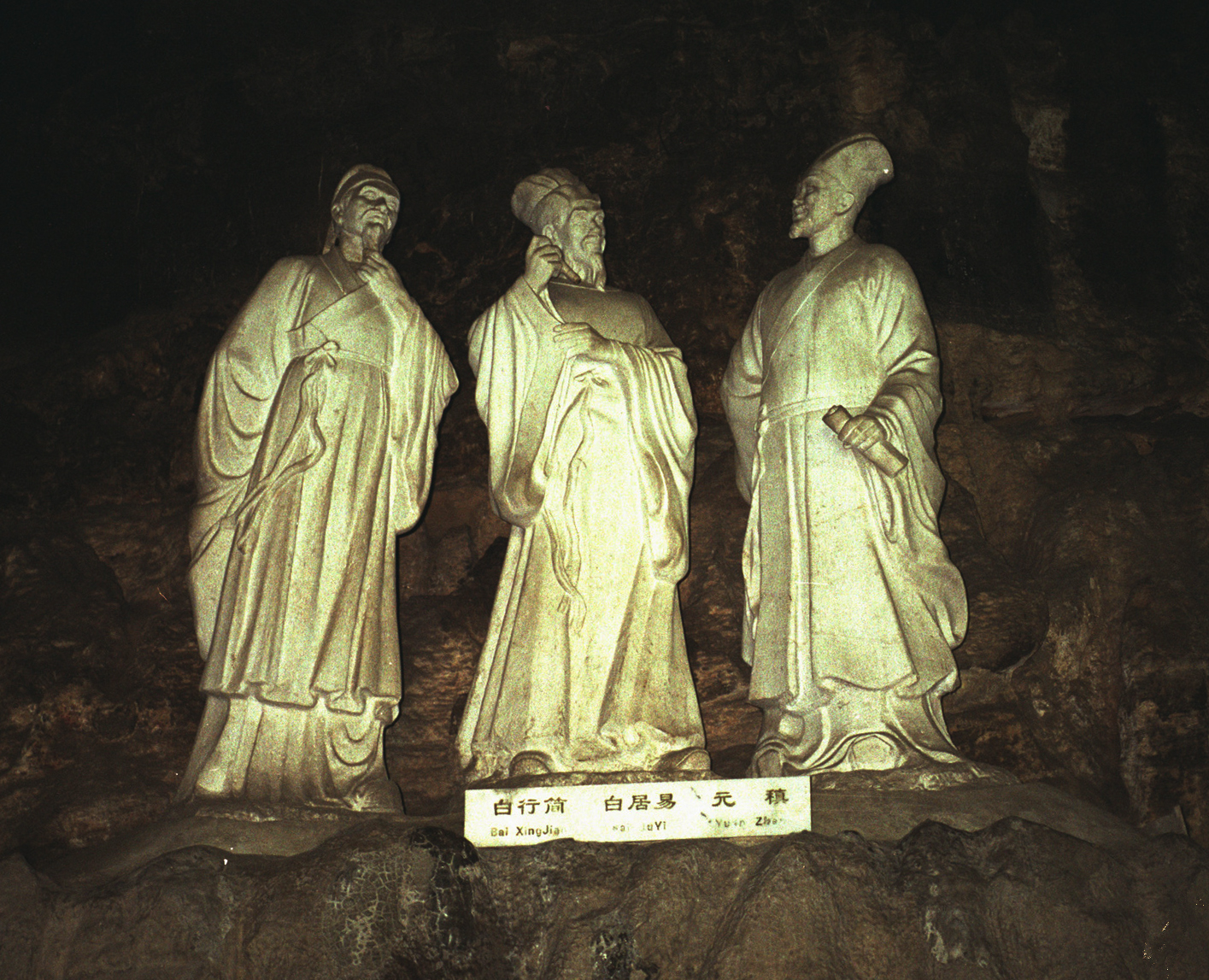
Tượng của Bạch Hành Giản, Bạch Cư Dị và Nguyên Chẩn tại Nghi Xương, Hồ Bắc, Trung Quốc.

Bạch Hành Giản (Chữ Hán giản thể: 白行简;chữ Hán phồn thể: 白行簡; bính âm: Bái Xíngjiǎn hoặc Bó Xíngjiǎn; Wade–Giles: Pai Hsing-chiến hoặc Po Hsing-chiến, 776-826) là một nhà văn và nhà thơ trong thời Đại Đường, Trung Quốc. Ông là người em trai của nhà thơ nổi tiếng Bạch Cư Dị.
Một trong các tác phẩm nổi tiếng nhất của ông là tiểu thuyết Lý Oa Truyện. Tác phẩm này đã nhiều lần được dịch ra tiếng Anh:
- Bởi Arthur Waley trong More Translations from the Chinese (1919) — với nhan đề là "The Story of Miss Li".
- Bởi Yang Xianyi và Gladys Yang trong The Dragon King's Daughter: Ten T'ang Dynasty Stories (1962) — với nhan đề là "Story of a Singsong Girl".
- Bởi Glen Dudbridge trong The Tale of Li Wa: Study and Critical Edition of a Chinese Story from the Ninth Century (1983).

Tác phẩm cũng dịch sang nhiều ngôn ngữ khác, trong đó có tiếng Đức bởi dịch giả Franz Kuhn và tiếng Pháp bởi nhà Hán học André Levy.